# Daniela Kapitáňová
Daniela Kapitáňová (* 30. července 1956 Komárno) je slovenská spisovatelka, publicistka a divadelní režisérka.

## Život
Absolvovala divadelní režii na pražské DAMU a v současnosti spolupracuje s divadlem Thália v Košicích. V roce 1996 uspěla v soutěži Poviedka s prací s názvem 1920–1996, od té doby vydala dvě novely, velice úspěšnou Knihu o hřbitově (na Slovensku již čtyři vydání v letech 2000, 2001, 2002, 2005) vydanou pod pseudonymem Samko Tále a Ať to zůstane v rodině! (2005). V Česku její knihy vydává nakladatelství Host.

## Dílo
- 1920–1996, povídka, 1996, cena poroty v soutěži Poviedka
- Kniha o cintoríne, 2000, vydala pod pseudonymem Samko Tále
- Nech to zostane v rodine!, 2005, nominovaná do finále Anasoft litera
- Vražda v Slopnej, 2007

### Dílo v češtině
- Kniha o hřbitově, 2004, ISBN 80-7294-126-7
- Ať to zůstane v rodině!, 2006, ISBN 80-7294-198-4